# Rhön
El Rhön o Rhœn ([]ⓘ) es uno de los sistemas montañosos más altos de Alemania, ubicado en la frontera con los estados federales de Baviera, Hesse y Turingia y su territorio es en la actualidad una reserva natural, la Reserva de la biosfera de Rhön (Biosphärenreservat Rhön). Los montes son parte de una erupción volcánica.

## Geografía

### Montañas
Las montañas más conocidas (aunque no las más altas) del Rhön son:
1. Wasserkuppe (950.2 m NN) - Distrito de Fulda, es la montaña más alta del Hohen Rhön y de Hesse.
2. Dammersfeldkuppe (928 m), Limita con los estados Baviera-Hesse, Hohe Rhön.
3. Kreuzberg (927.8 m), Distrito de Rhön-Grabfeld, Baviera, Hohe Rhön.
4. Heidelstein (925.7 m), Distrito de Rhön-Grabfeld, Baviera, Hohe Rhön.
5. Stirnberg (901.9 m), Frontera Baviera-Hesse, Hohe Rhön.
6. Himmeldunk (887,9 m), Frontera Bayern-Hessen, Hohe Rhön.
7. Milseburg (835.2 m), distrito de Fulda, Hessen, la cima más alta de Kuppenrhön.
8. Gebaberg (751 m "Hohe Geba"), Distrito de Schmalkalden-Meiningen, Turingia, Montaña más alta del Vorderen Rhön.

## Galería

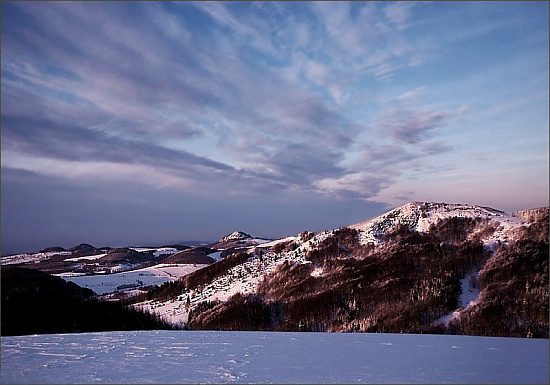
Paisaje en la parte central del Rhön con las montañas Milseburg y Pferdskopf
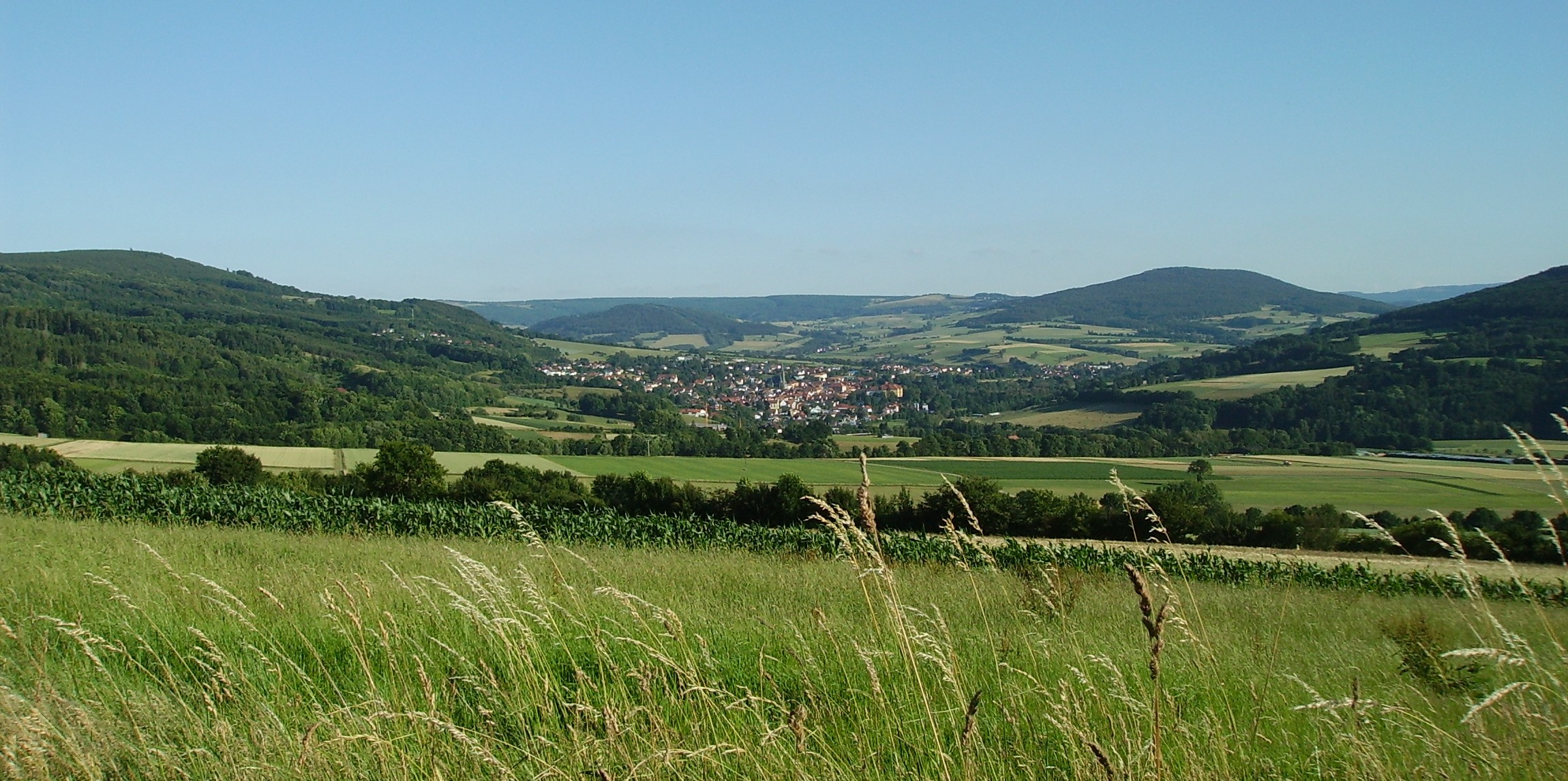
Paisaje estival del Rhön cerca de Tann
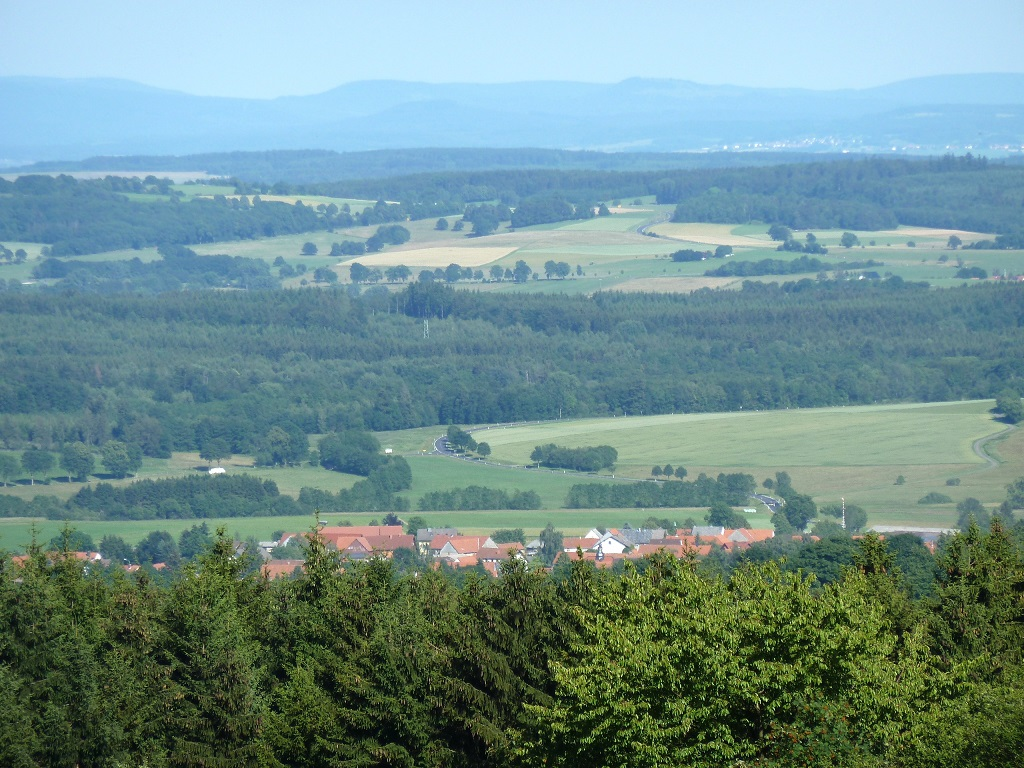
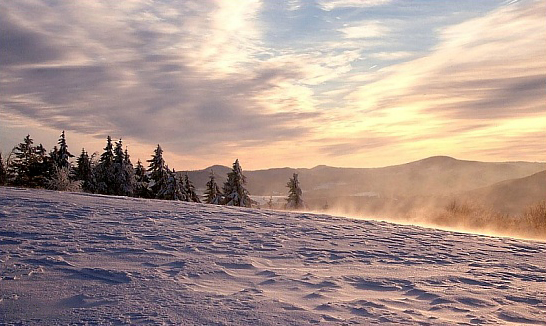